# Meunier de salish
Catostomus sp.
Espèce
Synonymes
Catostomus carli
Le meunier de salish (Catostomus sp.) ; il n'avait pas encore reçu de nom spécifique en 2002) est une espèce de poissons cypriniformes du genre Catostomus. Il est originaire de Colombie-Britannique sur la côte ouest du Canada, où il est désigné sous le nom vernaculaire de salish sucker. Son habitat naturel est restreint à la vallée du Fraser.